# 毛昶熙

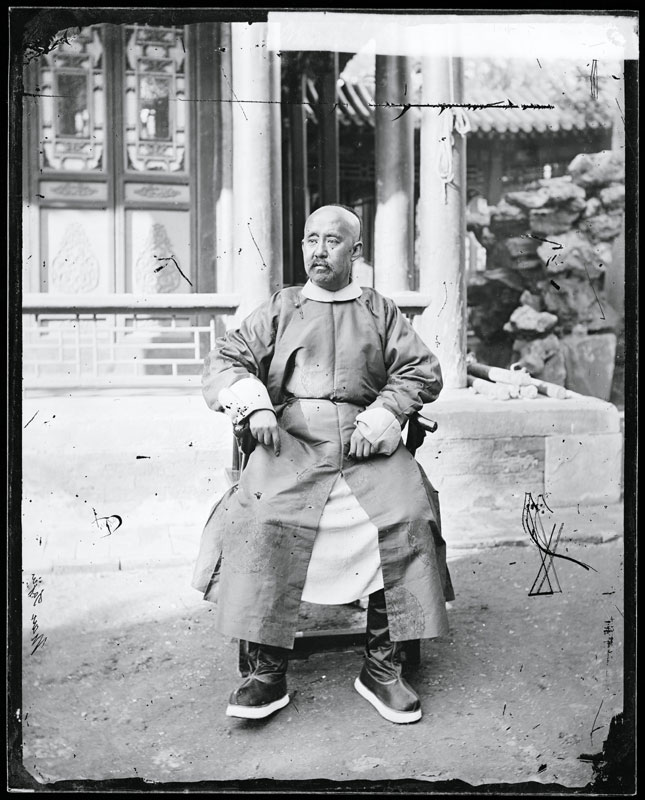
1871年

毛 昶熙（もう ちょうき、Mao Changxi、1817年 ‐ 1882年）は、清の官僚。字は旭初。河南省武陟県出身。
1845年に進士となって庶吉士に選ばれ、御史、順天府丞を歴任した。1860年から河南省で団練の指揮を命ぜられ、巡撫の厳樹森を補佐して捻軍との戦いにあたった。戦功により順天府尹・太僕寺卿・内閣学士に昇進したが、引き続き軍務にあたった。1862年からはホルチン郡王センゲリンチン（僧格林沁）に従って、山東省・河南省・湖北省・安徽省を転戦し、礼部侍郎に昇進した。
1865年にセンゲリンチンが高楼寨の戦いで戦死すると、毛昶熙は北京に呼び戻された。捻軍平定後の1869年に工部尚書・総理各国事務衙門大臣となり、1872年に吏部尚書に異動となった。さらに、1874年に翰林院掌院学士、1882年に兵部尚書となった。
死後、太子少保と文達の諡号が贈られた。